# FIFA Futsal World Championship 1989
Il primo FIFA Futsal World Championship, disputato nel 1989 nei Paesi Bassi, è stata la prima edizione di un torneo per squadre nazionali di calcio a 5 organizzato dalla FIFA, organismo che amministra tale sport in ambito mondiale.
Ai nastri di partenza della manifestazione si presentano sedici formazioni divise in quattro gironi da quattro squadre, le partite vengono disputate negli impianti sportivi di Rotterdam, Arnhem, Leeuwarden, Amsterdam, 's-Hertogenbosch per un totale di quaranta gare.
Il torneo è segnato dall'affermazione di un Brasile dalla buona difesa nella prima parte del torneo (terza dopo Belgio e Stati Uniti), più appannato nella seconda parte dove viene sconfitto dagli Stati Uniti e batte in semifinale il Belgio solo dopo i calci di rigore.

## Stadi
| Amsterdam        | Arnhem                                                                                                  | Leeuwarden                                                                                              |
| ---------------- | --- | --- |
| Sporthallen Zuid | Rijnhal                                                                                                 | Kalverdijkje                                                                                            |
| Capienza: 3.500  | Capienza: 6.500                                                                                         | Capienza: 4.000                                                                                         |
|                  | | |
| Rotterdam        | Amsterdam Arnhem Leeuwarden Rotterdam 's-HertogenboschFIFA Futsal World Championship 1989 (Paesi Bassi) | Amsterdam Arnhem Leeuwarden Rotterdam 's-HertogenboschFIFA Futsal World Championship 1989 (Paesi Bassi) |
| Ahoy Rotterdam   | Amsterdam Arnhem Leeuwarden Rotterdam 's-HertogenboschFIFA Futsal World Championship 1989 (Paesi Bassi) | Amsterdam Arnhem Leeuwarden Rotterdam 's-HertogenboschFIFA Futsal World Championship 1989 (Paesi Bassi) |
| Capienza: 7.000  | Amsterdam Arnhem Leeuwarden Rotterdam 's-HertogenboschFIFA Futsal World Championship 1989 (Paesi Bassi) | Amsterdam Arnhem Leeuwarden Rotterdam 's-HertogenboschFIFA Futsal World Championship 1989 (Paesi Bassi) |
|                  | Amsterdam Arnhem Leeuwarden Rotterdam 's-HertogenboschFIFA Futsal World Championship 1989 (Paesi Bassi) | Amsterdam Arnhem Leeuwarden Rotterdam 's-HertogenboschFIFA Futsal World Championship 1989 (Paesi Bassi) |
| 's-Hertogenbosch | Amsterdam Arnhem Leeuwarden Rotterdam 's-HertogenboschFIFA Futsal World Championship 1989 (Paesi Bassi) | Amsterdam Arnhem Leeuwarden Rotterdam 's-HertogenboschFIFA Futsal World Championship 1989 (Paesi Bassi) |
| Maaspoort        | Amsterdam Arnhem Leeuwarden Rotterdam 's-HertogenboschFIFA Futsal World Championship 1989 (Paesi Bassi) | Amsterdam Arnhem Leeuwarden Rotterdam 's-HertogenboschFIFA Futsal World Championship 1989 (Paesi Bassi) |
| Capienza: 3.500  | Amsterdam Arnhem Leeuwarden Rotterdam 's-HertogenboschFIFA Futsal World Championship 1989 (Paesi Bassi) | Amsterdam Arnhem Leeuwarden Rotterdam 's-HertogenboschFIFA Futsal World Championship 1989 (Paesi Bassi) |
|                  | Amsterdam Arnhem Leeuwarden Rotterdam 's-HertogenboschFIFA Futsal World Championship 1989 (Paesi Bassi) | Amsterdam Arnhem Leeuwarden Rotterdam 's-HertogenboschFIFA Futsal World Championship 1989 (Paesi Bassi) |

## Prima fase

### Girone A

#### Classifica
| Pos. | Squadra     | Pt | G | V | N | P | GF | GS | DR  |
| ---- | ----------- | -- | - | - | - | - | -- | -- | --- |
| 1.   | Paesi Bassi | 5  | 3 | 2 | 1 | 0 | 10 | 5  | +5  |
| 2.   | Paraguay    | 4  | 3 | 1 | 2 | 0 | 9  | 4  | +5  |
| 3.   | Danimarca   | 3  | 3 | 1 | 1 | 1 | 12 | 10 | +2  |
| 4.   | Algeria     | 0  | 3 | 0 | 0 | 3 | 5  | 17 | -12 |

#### Risultati
| Arbitri: | Hernán Silva Arce Romualdo Arppi Filho |

|                                        |           |                                |
| Faber 12’, 33’ Tielens 43’ Hermans 50’ | Marcatori | 28’ Olsen 42’ (rig.) Jørgensen |

| Arbitri: | Pierre Meysman Emilio Soriano Aladrén |

|                                                   |           |  |
| Alcaraz 8’, 24’ J. Sánchez 11’, 41’ Ruiz-Díaz 20’ | Marcatori |  |

| Arbitri: | László Molnár Pierluigi Pairetto |

|                       |           |                          |
| Olsen 30’ Laudrup 43’ | Marcatori | 25’ L. Jara 32’ Espineda |

| Arbitri: | Antonio Evangelista Luigi Agnolin |

|                                        |           |              |
| Forée 2’ Seitner 17’ Loosveld 20’, 50’ | Marcatori | 25’ Dahnoune |

| Arbitri: | Emilio Soriano Aladrén José Andreu Dubón |

|                       |           |                           |
| Seitner 16’ Faber 44’ | Marcatori | 5’ J. Sánchez 30’ L. Jara |

| Arbitri: | Julio Salas Hernán Silva Arce |

|                                                                                    |           |                                    |
| Laudrup 20’, 48’, 49’ Jørgensen 23’ Johansen 32’ Olsen 33’, 47’ Møller Nielsen 45’ | Marcatori | 22’, 35’, 50’ Lounici 34’ Belloumi |

### Girone B

#### Classifica
| Pos. | Squadra        | Pt | G | V | N | P | GF | GS | DR  |
| ---- | -------------- | -- | - | - | - | - | -- | -- | --- |
| 1.   | Brasile        | 4  | 3 | 2 | 0 | 1 | 14 | 4  | +10 |
| 2.   | Ungheria       | 4  | 3 | 2 | 0 | 1 | 17 | 9  | +8  |
| 3.   | Spagna         | 4  | 3 | 2 | 0 | 1 | 14 | 9  | +5  |
| 4.   | Arabia Saudita | 0  | 3 | 0 | 0 | 3 | 4  | 27 | -23 |

#### Risultati
| Arbitri: | Alexis Ponnet Pierluigi Pairetto |

|                                      |           |                   |
| Borostyán 18’ Rózsa 34’ Zsadányi 39’ | Marcatori | 9’ Toca 13’ Átila |

| Arbitri: | Luigi Agnolin Antonio Evangelista |

|                             |           |                                                                         |
| Al-Temyat 5’ Abu Humoud 20’ | Marcatori | 4’, 7’ Valencia 10’ Bonilla 16’ González 18’, 31’ Armora 29’, 35’ Ferre |

| Arbitri: | William Crombie Tieme Jan Oortman |

|                                                                        |           |  |
| Raul 8’ Toca 11’, 29’ Gilson 15’ Benatti 37’, 50’ Átila 44’ Neimar 48’ | Marcatori |  |

| Arbitri: | Christian Van der Laar Pierre Meysman |

|                                   |           |                                                       |
| Zsadányi 13’ Mózner 17’ Rózsa 46’ | Marcatori | 15’ Valencia 24’ Armora 35’, 40’ Iglesias 45’ Navarro |

| Arbitri: | Abel Gnecco Kim Milton Nielsen |

|                                                                                        |           |                             |
| Zsadányi 1’, 7’, 14’, 41’ (rig.), 46’ Borostyán 3’, 6’, 12’ Olajos 13’ Qiriko 31’, 44’ | Marcatori | 34’ Al-Behair 39’ Al-Temyat |

| Arbitri: | Juan Francisco Escobar T. Van der Meer |

|                                          |           |             |
| Raul 15’ Benatti 18’ Marquinhos 33’, 42’ | Marcatori | 29’ Bonilla |

### Girone C

#### Classifica
| Pos. | Squadra   | Pt | G | V | N | P | GF | GS | DR |
| ---- | --------- | -- | - | - | - | - | -- | -- | -- |
| 1.   | Belgio    | 6  | 3 | 3 | 0 | 0 | 8  | 1  | +7 |
| 2.   | Argentina | 4  | 3 | 2 | 0 | 1 | 6  | 5  | +1 |
| 3.   | Canada    | 2  | 3 | 1 | 0 | 2 | 7  | 7  | 0  |
| 4.   | Giappone  | 0  | 3 | 0 | 0 | 3 | 3  | 11 | -8 |

#### Risultati
| Arbitri: | Juan Francisco Escobar László Molnár |

|  |           |                                           |
|  | Marcatori | 20’ Janssen 27’ Schreurs 42’ Papanicolaou |

| Arbitri: | Tieme Jan Oortman Christian Van der Laar |

|                |           |                            |
| Fitzgerald 42’ | Marcatori | 8’, 49’ Hidalgo 16’ Lozano |

| Arbitri: | Hernán Silva Arce Emilio Soriano Aladrén |

|                      |           |  |
| Maes 7’ Schreurs 22’ | Marcatori |  |

| Arbitri: | José Andreu Dubón Julio Salas |

|          |           |                              |
| Yato 39’ | Marcatori | 7’ (rig.) Hidalgo 19’ Lozano |

| Arbitri: | Pierluigi Pairetto Luigi Agnolin |

|                   |           |                                                                                 |
| Kitazawa 12’, 28’ | Marcatori | 1’ Ianiero 18’ Nocita 31’ Fitzgerald 41’ Berdusco 43’ Sarantopoulos 48’ Bunbury |

| Arbitri: | William Crombie Romualdo Arppi Filho |

|                                     |           |             |
| Schreurs 12’ Fostier 38’ Beyers 50’ | Marcatori | 35’ Álvarez |

### Girone D

#### Classifica
| Pos. | Squadra     | Pt | G | V | N | P | GF | GS | DR  |
| ---- | ----------- | -- | - | - | - | - | -- | -- | --- |
| 1.   | Stati Uniti | 5  | 3 | 2 | 1 | 0 | 10 | 3  | +7  |
| 2.   | Italia      | 4  | 3 | 2 | 0 | 1 | 12 | 6  | +6  |
| 3.   | Australia   | 3  | 3 | 1 | 1 | 1 | 6  | 8  | -2  |
| 4.   | Zimbabwe    | 0  | 3 | 0 | 0 | 3 | 3  | 14 | -11 |

#### Risultati
| Arbitri: | T. Van der Meer William Crombie |

|                                                    |           |             |
| Albanesi 8’ Famà 20’, 30’ De Simoni 25’ Albani 27’ | Marcatori | 54’ Kambani |

| Arbitri: | Emilio Soriano Aladrén José Andreu Dubón |

|              |           |                  |
| Eichmann 33’ | Marcatori | 50’ (rig.) Crino |

| Arbitri: | Kim Milton Nielsen Juan Francisco Escobar |

|            |           |                                                             |
| Munemo 39’ | Marcatori | 7’ Murray 22’, 46’ Vermes 27’ (rig.) Windischmann 28’ Ramos |

| Arbitri: | Romualdo Arppi Filho Abel Gnecco |

|                                                                    |           |                  |
| Albani 9’ (rig.), 29’ Famà 15’ Minicucci 20’ Albanesi 33’ Roma 49’ | Marcatori | 28’ (rig.) Crino |

| Arbitri: | Christian Van der Laar László Molnár |

|               |           |                                                   |
| Filippini 44’ | Marcatori | 13’ Lachowecki 21’, 40’ (rig.) Gabarra 49’ Goulet |

| Arbitri: | Alexis Ponnet Tieme Jan Oortman |

|            |           |                                            |
| Munemo 50’ | Marcatori | 25’, 49’ Trimboli 46’ Odžakov 47’ Davidson |

## Seconda fase

### Girone 1

#### Classifica
| Pos. | Squadra     | Pt | G | V | N | P | GF | GS | DR |
| ---- | ----------- | -- | - | - | - | - | -- | -- | -- |
| 1.   | Belgio      | 5  | 3 | 2 | 1 | 0 | 9  | 4  | +5 |
| 2.   | Paesi Bassi | 3  | 3 | 1 | 1 | 1 | 8  | 6  | +2 |
| 3.   | Ungheria    | 2  | 3 | 0 | 2 | 1 | 6  | 8  | -2 |
| 4.   | Italia      | 2  | 3 | 1 | 0 | 2 | 5  | 10 | -5 |

#### Risultati
| Arbitri: | William Crombie Antonio Evangelista |

|                                  |           |                                   |
| Bakker 0'15'’ Hermans 0'40'’, 7’ | Marcatori | 6’ Rózsa 29’ Borostyán 43’ Qiriko |

| Arbitri: | Emilio Soriano Aladrén José Andreu Dubón |

|                                                  |           |          |
| Fostier 4’, 43’ Beyers 11’ Papanicolaou 28’, 49’ | Marcatori | 15’ Famà |

| Arbitri: | Romualdo Arppi Filho William Crombie |

|                |           |                         |
| Rózsa 28’, 39’ | Marcatori | 4’ Maes 43’ Hernalsteen |

| Arbitri: | Juan Francisco Escobar Abel Gnecco |

|                                                 |           |              |
| Hermans 21’ Bakker 24’ Demandt 38’ Loosveld 49’ | Marcatori | 2’ Minicucci |

| Arbitri: | Hernán Silva Arce José Andreu Dubón |

|              |           |                             |
| Borostyán 6’ | Marcatori | 7’ Roma 18’ Albani 27’ Famà |

| Arbitri: | William Crombie Kim Milton Nielsen |

|             |           |                  |
| Loosveld 7’ | Marcatori | 6’, 26’ Schreurs |

### Girone 2

#### Classifica
| Pos. | Squadra     | Pt | G | V | N | P | GF | GS | DR |
| ---- | ----------- | -- | - | - | - | - | -- | -- | -- |
| 1.   | Stati Uniti | 6  | 3 | 3 | 0 | 0 | 10 | 4  | +6 |
| 2.   | Brasile     | 4  | 3 | 2 | 0 | 1 | 14 | 9  | +5 |
| 3.   | Paraguay    | 2  | 3 | 1 | 0 | 2 | 5  | 10 | -5 |
| 4.   | Argentina   | 0  | 3 | 0 | 0 | 3 | 7  | 13 | -6 |

#### Risultati
| Arbitri: | Kim Milton Nielsen Alexis Ponnet |

|                                                  |           |             |
| Átila 10’, 25’ Benatti 14’ Neimar 50’ Adílio 50’ | Marcatori | 35’ A. Jara |

| Arbitri: | Luigi Agnolin Pierluigi Pairetto |

|                                  |           |           |
| Vermes 33’ Ramos 44’ Visnyei 46’ | Marcatori | 8’ Ávalos |

| Arbitri: | Hernán Silva Arce Emilio Soriano Aladrén |

|  |           |                       |
|  | Marcatori | 7’ Vermes 50’ Gabarra |

| Arbitri: | Alexis Ponnet Christian Van der Laar |

|                                                                      |           |                                                      |
| Toca 7’, 42’ Marquinhos 13’ Adílio 36’ Carlos Alberto 44’ Dirceu 47’ | Marcatori | 39’ Castañeira 45’ (rig.) Hidalgo 50’ (rig.) Valarín |

| Arbitri: | Antonio Evangelista Emilio Soriano Aladrén |

|                                       |           |                                                         |
| Raul 39’ (rig.) Dirceu 47’ Neimar 48’ | Marcatori | 7’ Lawson 15’ Ramos 27’ Gabarra 40’ Goulet 46’ Eichmann |

| Arbitri: | Tieme Jan Oortman T. Van der Meer |

|                                                    |           |                      |
| Flor 14’ V. López 26’ J. Sánchez 35’ Ruiz-Díaz 39’ | Marcatori | 18’, 23’, 30’ Ávalos |

## Fase a eliminazione diretta

### Tabellone
|  | Semifinali    | Semifinali    | Semifinali  |             |         | Finale            | Finale            | Finale          |  |
|  |               |               |             |             |         |                   |                   |                 |  |
|  | Belgio        | Belgio        | 3 (3)       |             |         |                   |                   |                 |  |
|  | Belgio        | Belgio        | 3 (3)       |             |         |                   |                   |                 |  |
|  | Brasile (dtr) | Brasile (dtr) | 3 (5)       |             |         |                   |                   |                 |  |
|  | Brasile (dtr) | Brasile (dtr) | 3 (5)       |             | Brasile | Brasile           | 2                 |                 |  |
|  |               |               |             |             | Brasile | Brasile           | 2                 |                 |  |
|  |               |               | Paesi Bassi | Paesi Bassi | 1       |                   |                   |                 |  |
|  | Stati Uniti   | Stati Uniti   | Paesi Bassi | Paesi Bassi | 1       | 1                 |                   |                 |  |
|  | Stati Uniti   | Stati Uniti   |             |             |         | 1                 |                   |                 |  |
|  | Paesi Bassi   | Paesi Bassi   | 2           |             |         | Finale 3º posto   | Finale 3º posto   | Finale 3º posto |  |
|  | Paesi Bassi   | Paesi Bassi   | 2           |             |         |                   |                   |                 |  |
|  |               |               |             |             |         |                   |                   |                 |  |
|  |               |               |             |             |         | Belgio            | Belgio            | 2               |  |
|  |               |               |             |             |         | Belgio            | Belgio            | 2               |  |
|  |               |               |             |             |         | Stati Uniti (dts) | Stati Uniti (dts) | 3               |  |

### Semifinali
| Arbitri: | László Molnár Pierluigi Pairetto |

|                                      |                      |                                                 |
| Reul 16’ Schreurs 54’ Maes 57’       | Marcatori            | 41’ Raul 53’ Cadinho 56’ Benatti                |
| Beyers Papanicolaou Lamotte Schreurs | Tiri di rigore 3 – 5 | Raul Marquinhos Benatti Carlos Alberto Serginho |

| Arbitri: | Emilio Soriano Aladrén José Andreu Dubón |

|             |           |                  |
| Gabarra 33’ | Marcatori | 23’, 24’ Hermans |

### Finale 3º posto
| Arbitri: | Hernán Silva Arce Antonio Evangelista |

|               |           |                                  |
| Maes 15’, 25’ | Marcatori | 11’, 59’ Vermes 43’ Windischmann |

### Finale
| Arbitri: | William Crombie Kim Milton Nielsen |

|                      |           |              |
| Benatti 10’ Raul 46’ | Marcatori | 43’ Loosveld |

## Statistiche

### Classifica marcatori
7 reti
- László Zsadányi

6 reti
- Rudi Schreurs
- Sérgio Benatti

- Victor Hermans
- Peter Vermes

- Mihály Borostyán

5 reti
- Eric Maes
- Raul
- Toca

- Andrea Famà
- Marcel Loosveld

- James Gabarra
- László Rózsa

4 reti
- Juan Ávalos
- Nicolás Hidalgo
- Átila Storni

- Brian Laudrup
- Lars Olsen

- Raoul Albani
- José Sánchez

3 reti
- Khaled Lounici
- Alain Fostier
- Nico Papanicolaou

- Marquinhos
- Neimar
- Mario Faber

- Daniel Armora
- Domingo Valencia
- Tab Ramos

2 reti
- Safouk Al-Temyat
- Fernando Lozano
- Oscar Crino
- Paul Trimboli
- Adílio
- Dirceu
- John Fitzgerald

- Kurt Jørgensen
- Tsuyoshi Kitazawa
- Franco Albanesi
- Paolo Minicucci
- Giovanni Roma
- André Bakker
- Michel Seitner

- Francisco Alcaraz
- Luis Jara
- Mario Ruiz-Díaz
- Sergio Bonilla
- Antonio Ferre
- José Iglesias

- Eric Eichmann
- Brent Goulet
- Mike Windischmann
- Sándor Olajos
- László Qiriko
- Clayton Munemo

1 reti
- Lakhdar Belloumi
- Abderrahmane Dahnoune
- Khaled Al-Behair
- Abdullah Abu Humoud
- Ramón Álvarez
- Hugo Castañeira
- Gabriel Valarín
- Alan Davidson
- Žarko Odžakov
- Raf Hernalsteen

- Karel Janssen
- Luc Reul
- Cadinho
- Carlos Alberto
- Gilson
- Eddy Berdusco
- Alex Bunbury
- Tony Nocita
- Peter Sarantopoulos
- Torben Johansen

- Ole Møller Nielsen
- Toshinori Yato
- Paolo De Simoni
- Alfredo Filippini
- Eduard Demandt
- Jeffrey Forée
- André Tielens
- Adolfo Jara
- Omar Espineda

- Luis Flor
- Víctor López
- Mario González
- Carlos Navarro
- A.J. Lachowecki
- Bruce Murray
- Gyula Visnyei
- János Mózner
- Antony Kambani

## Premi
- Scarpa d'oro:  László Zsadányi
  - Scarpa d'argento:  Sérgio Benatti
  - Scarpa di bronzo:  Mihály Borostyán,  Victor Hermans,  Rudi Schreurs
- Pallone d'oro:  Victor Hermans
- Miglior portiere:  Johan Lamotte
- Premio FIFA Fair Play:  Stati Uniti
- All-Star Team:

| Portiere      | Difensori          | Attaccanti                    |
| ------------- | ------------------ | ----------------------------- |
| Johan Lamotte | Raul Rudi Schreurs | Sérgio Benatti Victor Hermans |

## Classifica finale
| N       | Squadre        | Pt | G | V | N | P | GF | GS | DR  |
| ------- | -------------- | -- | - | - | - | - | -- | -- | --- |
| Oro     | Brasile        | 11 | 8 | 5 | 1 | 2 | 34 | 18 | +16 |
| Argento | Paesi Bassi    | 10 | 8 | 4 | 2 | 2 | 21 | 14 | +7  |
| Bronzo  | Stati Uniti    | 13 | 8 | 6 | 1 | 1 | 24 | 11 | +13 |
| 4       | Belgio         | 12 | 8 | 5 | 2 | 1 | 23 | 12 | +11 |
| 5       | Italia         | 6  | 6 | 3 | 0 | 3 | 17 | 16 | +1  |
| 6       | Paraguay       | 6  | 6 | 2 | 2 | 2 | 14 | 14 | 0   |
| 7       | Ungheria       | 6  | 6 | 2 | 2 | 2 | 23 | 17 | +6  |
| 8       | Argentina      | 4  | 6 | 2 | 0 | 4 | 13 | 18 | -5  |
| 9       | Spagna         | 4  | 3 | 2 | 0 | 1 | 14 | 9  | +5  |
| 10      | Danimarca      | 3  | 3 | 1 | 1 | 1 | 12 | 10 | +2  |
| 11      | Australia      | 3  | 3 | 1 | 1 | 1 | 6  | 8  | -2  |
| 12      | Canada         | 2  | 3 | 1 | 0 | 2 | 7  | 7  | 0   |
| 13      | Giappone       | 0  | 3 | 0 | 0 | 3 | 3  | 11 | -8  |
| 14      | Zimbabwe       | 0  | 3 | 0 | 0 | 3 | 3  | 14 | -11 |
| 15      | Algeria        | 0  | 3 | 0 | 0 | 3 | 5  | 17 | -12 |
| 16      | Arabia Saudita | 0  | 3 | 0 | 0 | 3 | 4  | 27 | −23 |